# Pseudorhadinorhynchus guptai
Pseudorhadinorhynchus guptai is een soort in de taxonomische indeling van de Acanthocephala (haakwormen). De worm wordt meestal 1 tot 2 cm lang. Ze komen algemeen voor in het maag-darmstelsel van ongewervelden, vissen, amfibieën, vogels en zoogdieren.
De haakworm komt uit het geslacht Pseudorhadinorhynchus en behoort tot de familie Illiosentidae. Pseudorhadinorhynchus guptai werd in 1993 beschreven door N. K. Gupta & Sinha.